# ハンス＝イェルク・ブット
ハンス＝イェルク・ブット（Hans-Jörg Butt, 1974年5月28日 - ）は、西ドイツ・オルデンブルク出身の元サッカー選手。ポジションはゴールキーパー。イェルクではなくヨルクと表記されることもある。ペナルティキックを蹴るゴールキーパーとして知られた。

## クラブ経歴
VfBオルデンブルクでキャリアをスタートさせ、ハンブルガーSV、バイエル・レバークーゼンと順調にキャリアを重ねていき、レバークーゼンでは、2001-02シーズンにチャンピオンズリーグ決勝に進出するなど、長く正GKとして活躍したが、2006-07シーズン後半は出場停止中に21歳のレネ・アドラーが活躍しポジションを奪われた。
2007-08シーズンはポルトガルのSLベンフィカに移籍するも、1試合の出場に留まった。2008-09シーズンからはバイエルン・ミュンヘンに移籍。オリバー・カーンの引退を受けて正GKとなったミヒャエル・レンジングの教育係も兼ねた控えとしての加入だったが、レンジンクが不安定なプレーを続けたことで、シーズン終盤からブットが正GKとなった。2009-10シーズンはレギュラーとして活躍し、チームのリーグ優勝、UEFAチャンピオンズリーグ準優勝に貢献した。レンジングの退団で背番号を22から1に変更した2010-11シーズンはトーマス・クラフトに定位置を譲る試合が多くなった。クラフトがヘルタ・ベルリンへ移籍し、入れ替わりでシャルケ04からマヌエル・ノイアーが加入した2011-12シーズンは、背番号1をノイアーに譲って22に戻し、そのバックアッパーを務めた。
2012年5月23日、現役引退とバイエルン・ミュンヘンのユースチームコーチ就任が発表された。

## 代表経歴
同時代にオリバー・カーン、イェンス・レーマンがいたこともあり、ドイツ代表では第3GKであることが多く、代表キャップも4にとどまった。ドイツが準優勝した2002 FIFAワールドカップ以降、ティモ・ヒルデブラント、レネー・アードラー、ティム・ヴィーゼ、ロベルト・エンケ、マヌエル・ノイアーといった若手の台頭もあり、大きな大会での選出はなかったが、2009-2010シーズンのバイエルンにおける活躍と、正GKと見られていたエンケの自殺、アドラーの故障などが重なったことから、2010 FIFAワールドカップのメンバーに選出される。第3GKながら、ウルグアイ代表との3位決定戦への出場を果たし、ドイツの銅メダル獲得に貢献した。

## プレースタイル
ゴールキーパーでありながらペナルティキックの名手であり、ブンデスリーガでは通算で26得点、チャンピオンズリーグでは通算3得点あげている。チャンピオンズリーグでの3得点はすべてユヴェントス戦で、2009-10シーズン、12月8日のユベントス戦でのゴールが現役最後のゴールとなった。
ハンブルガー在籍時の1999-2000シーズンには、PKのみでシーズントータル9ゴールを決めている。

## 代表歴

### 出場大会
- ドイツ代表
  - 2002 FIFAワールドカップ
  - 2010 FIFAワールドカップ

### 試合数
- 国際Aマッチ 4試合 0得点（2000年-2010年）[6]

| ドイツ代表 | 国際Aマッチ | 国際Aマッチ |
| 年         | 出場        | 得点        |
| ---------- | ----------- | ----------- |
| 2000       | 1           | 0           |
| 2001       | 0           | 0           |
| 2002       | 1           | 0           |
| 2003       | 1           | 0           |
| 2004       | 0           | 0           |
| 2005       | 0           | 0           |
| 2006       | 0           | 0           |
| 2007       | 0           | 0           |
| 2008       | 0           | 0           |
| 2009       | 0           | 0           |
| 2010       | 1           | 0           |
| 通算       | 4           | 0           |

## タイトル

### クラブ
バイエル・レバークーゼン
- UEFAチャンピオンズリーグ 2001-02 準優勝
- DFBポカール 2001-02 準優勝

バイエルン・ミュンヘン
- ブンデスリーガ: 1 (2009-10)
- DFBポカール: 1 (2009-10)
- UEFAチャンピオンズリーグ 2009-10 準優勝
- UEFAチャンピオンズリーグ 2011-12 準優勝

### 代表
ドイツ代表
- 2002 FIFAワールドカップ 準優勝
- 2010 FIFAワールドカップ 3位